# 比約恩·弗拉坦傑洛
比約恩·弗拉坦傑洛（英語：Bjorn Fratangelo，1993年7月19日—）是一名美國職業網球運動員，他的妻子是2025年澳网冠军麥迪遜·基斯。
比约恩是2011年法國網球公開賽的男子少年冠軍。他也因此在世界男子少年網球選手排名中升至第二位。他也是1977年約翰·麥肯羅之後，第二位贏得法網少年冠軍的美國選手。他從3歲就開始打網球了。他的ATP职业生涯单打最高排名为第99位，双打最高排名第304位。

## 外部連結
- 比約恩·弗拉坦傑洛（英文/西班牙文）的官方資料
- 比約恩·弗拉坦傑洛的國際網球總會 職業／青少年 官方資料（英文）
- 比約恩·弗拉坦傑洛的官方資料（英文）

1. ↑  . ATP Tour.   [2025-01-25]. （原始内容存档于2025-02-14） （英语）.
2. ↑  . ATP Tour.   [2025-01-25]. （原始内容存档于2025-03-21） （英语）.